# (26137) 1993 QV1
1993 كيو في 1 (ويعرف أيضًا باسم (26137) 1993 كيو في 1 وفق تسمية الكوكب الصغير) (بالإنجليزية: 1993 QV1)‏ هو كويكب ضمن حزام الكويكبات؛ وترتيبه 26137 من حيث الاكتشاف.
اكتُشف هذا الجُرم الفلكي بواسطة إيريك والتر إلست في 16 أغسطس 1993.

## وصلات خارجية
- (26137) 1993 QV1 في قاعدة بيانات مختبر الدفع النفاث لأجرام النظام الشمسي الصغيرة

- الاكتشاف · مخطط المدار ·  العناصر المدارية · المعلمات المادية

- (26137) 1993 QV1 على موقع ويكي سكاي: DSS2, SDSS, GALEX, IRAS, Hydrogen α, X-Ray, Astrophoto, Sky Map, Articles and images